# Das Wunder Leben
Das Wunder Leben (Originaltitel: Life) ist eine zehnteilige Naturdokumentarfilmreihe von David Attenborough über die Gesamtvielfalt des Lebens auf der Erde. Alternative Titel sind Faszinierende Wildnis oder Triumph des Lebens.

## Inhalt

### Überlebensstrategien
Ein wesentlicher Bestandteil des Kampfes ums Dasein ist die Nahrungsbeschaffung. Die Tierwelt verwendet zahllose Variationen der Methoden, um zu jagen oder zu entkommen, wie zum Beispiel Tarnung und Nachahmung. Soziale Tiere verwenden die Zusammenarbeit als Herde, Rudel oder Schwarm, wobei dies selten die Brutpflege betrifft, sondern hauptsächlich dazu dient, Beute einzukreisen oder Jäger zu verwirren. Die Wahl und Nutzung der Umgebung, wie unzugängliche Behausungen und temporäre Verstecke, sind oft Teil dieses Katz- und Mausspiels. Auch anatomische Mutationen erlauben einzigartige Methoden, wie etwa das Beispiel der fliegenden Fische.

### Reptilien & Amphibien
Reptilien haben vom Zeitalter der Saurier bis heute überlebt. Da war nur möglich, weil ihre frühe Anpassung an die unterschiedlichsten Bedingungen weltweit immer noch bewundernswert funktionieren. Beispiele sind Eidechsen wie der riesige Komodowaran, immer noch ein Spitzenjäger auf seiner indonesischen Insel. Gleiches gilt für Amphibien, darunter zahlreiche spezialisierte Frösche und Kröten. Beide Gruppen sind kaltblütig und daher anfällig bei zu warmen Klima.

### Säugetiere
Säugetiere beherrschen den Planeten. Sie sind durch ihre Warmblütigkeit und Brutpflege den meisten Gattungen überlegen. Filmaufnahmen im erbitterten Winter der Antarktis zeigen, wie eine Walrossmutter mit ihren Zähne ein Loch im Eis schlägt, damit sie Fische für ihr Junges fangen kann. Ein angetriebener Heißluftballon erfasst atemberaubende Bilder von Millionen von Fledermäusen, die sich auf Obstbäumen in Sambia treffen.

### Fische
Unzählige Fische füllen die Meere und fast alle anderen Gewässer des blauen Planeten. Einige können sogar zeitweise an Land leben. Die Evolution schuf eine Vielfalt an Größe, Form und Verteidigungsmitteln, die für die unterschiedlichsten Lebensformen in allen Arten von Gewässern geeignet ist und auch Tarnung und Schutz bietet. Sie nehmen verschiedene Positionen in Wasser- und dem Wasser verwandten Lebensräumen ein, die von gefressen und / oder gefressen werden anderer Fische, Wirbeltiere und Krebstiere geprägt werden. Andere Beziehungen sind parasitär oder symbiotisch. Einige kennen den Rollentausch, wobei sich Männchen um Eier und / oder Jungtiere kümmern, oder gar das Geschlecht wechseln können. Viele Arten leben zur Sicherheit der eigenen Art in riesigen Schulen.

### Vögel
Vögel stammen in direkter Linie von Dinosauriern ab, die Federn entwickelten. Die meisten von ihnen können fliegen, was wenige andere Wirbeltiere können. Einige Vögel haben das Fliegen aufgegeben, wie Laufvögel oder auch Pinguine, die sich auf das Tauchen spezialisiert haben und die fabelhafte Isolationsleistung der Feder unter Beweis stellen. Federn sind auch der Schlüssel zum Erfolg und dabei so vielfältig und wichtig zur Wiedererkennung der Arten untereinander, der Partnerwerbung und als Polstermaterial bei der Brutpflege.

### Insekten
Insekten übersteigen zahlenmäßig bei weitem alle höheren Tiere. Ihre immense Vielfalt spiegelt die Anpassung an eine Reihe extremer ökologischer Bedingungen wider, selbst schwerwiegend toxische. Vor allem die fast 60.000 Fliegenarten bedecken die ganze Welt. Viele können fliegen, was dabei hilft, überall hin zu kommen, aber sie kommen auch auf und im Boden vor, im Wasser, auf und in Wirtspflanzen oder Tieren, in Höhlen und anderen Lebensräumen. Sie treten häufig in großen Schwärmen auf, wie zum Beispiel über eine Milliarde Monarchfalter aus Kanada in einen mexikanischen Wald wandern, um dort Winterschlaf zu halten. Sie haben verschiedene Aufgaben im ökologischen Systemen. Normalerweise als Beute, oft als Raubtier, manchmal als Bestäuber und somit als wichtiger Bestandteil des ökologischen Gefüges und zur Arterhaltung in der Pflanzen- und Tierwelt.

### Jäger und Gejagte
Der Kampf ums Dasein basiert oder auch fressen und gefressen werden bestimmt die evolutionäre Entwicklung und den Erfolg der eigenen Art zu überleben: Egal ob als Beute oder Jäger. Säugetiere sind weltweit besonders erfolgreich, da sie der anatomischen Anpassung eine Intelligenz verleihen, die schnelle und vielfältige Strategien zum Ausspüren von Beute, aber auch zum eigenen Schutz entwickeln.

### Geschöpfe aus der Tiefe
Wirbellose Meerestiere, die Nachkommen einer Milliarde Jahre an Evolutionsgeschichte, sind die am häufigsten vorkommenden Lebewesen im Ozean. Im Meer von Cortez treffen sich zum Beispiel Humboldt-Tintenfische in Schwärmen zusammen, um des Nachts in der Tiefe  gemeinsam Sardinen zu jagen. Unter dem permanenten antarktischen Meereis des McMurdo Sound werden Seeigel, rote Seesterne und Schnurwürmer gefangen, die sich an einem Robbenkadaver aufhalten. Eine Ohrenqualle jagt im Schwarm im offenen Meer und „bespuckt“ ihre Beute mit harpunenartigen Tentakeln. In den Untiefen vor Südaustralien versammeln sich jährlich Hunderttausende Seespinnen zur Häutung. Große männliche Tintenfische verwenden blinkende Stroboskopfarben, um einen Partner zu gewinnen, während kleinere Rivalen auf Täuschung setzen: Beide Taktiken sind erfolgreich. Eine pazifische Riesenkrake opfert ihr Leben, um sich für ein halbes Jahr um ihre Eier zu kümmern. Marine Wirbellose Tiere haben auch an Land ein bleibendes Erbe hinterlassen – ihre Muscheln bildeten die Kreide- und Kalksteinlagerstätten von Eurasien und Amerika.

### Pflanzen
Pflanzen entwickelten sich unter extremen Bedingungen und einer Vielzahl von Standorten und gelten als die ältesten „Kreaturen“ der Erde. Ihr Kampf ums Leben, wie die Tiere (nur in der Regel viel langsamer), beinhaltet die Nahrungsaufnahme einschließlich von Parasitismus und Fleischfresser. Sie bemühen sich, Wasser zu finden, um zu wachsen und sich fortzupflanzen. Zur Bestäubung haben sie sich hauptsächlich an Tiere angepasst und Strategiene entwickelt diese anzulocken und zur Verbreitung von Pollen und Samen zu „gebrauchen“. Sie haben eine abwechslungsreiche Verteidigung wie Dornen, Stacheln oder Toxine hervorgebracht. Spezifisch ist das Bedürfnis nach Licht, dem Treibstoff der Photosynthese, der zu einer Hierarchie des Lichtniveaus führt, da ein zeitlich nicht ausreichendes Wachstum tödlich sein kann.

### Primaten
Primaten sind Menschenaffen, Affen und die primitiveren Affen wie Lemuren. Dank ihrer Intelligenz haben sich die höheren Primaten über die anatomische Evolution angepasst. Ihr Verhalten ist durch Lernen und Erfindungen instinktiv. Ihr soziales Leben birgt vor allem die Saat der menschlichen Kultur. So haben in den meisten Fällen ein komplexes Sozialverhalten entwickelt. Kommunikation und Interaktion spielt eine bedeutende Rolle. Primaten kommen in sehr unterschiedlichen Umgebungen vor, mit denen sie geschickt interagieren, vom eisigen Norden Japans bis zu den Tropen in der Alten und Neuen Welt.

## Produktion und weitere Veröffentlichungen
Die Serie wurde 2009 von der BBC zusammen mit Arte, RTI Spa und der Open University produziert. Die Gesamtproduktionsdauer betrug vier Jahre. Durch den Einsatz neuster Kameratechnik gelangen bisher nie da gewesene Einblicke in die natürlichen Abläufe des Lebens auf unseren Planeten. Die Erstausstrahlung erfolgte vom 12. Oktober bis zum 14. Dezember 2009 auf dem Sender BBC One. Die Gesamtspieldauer der Reihe beträgt 7 Sunden und 53 Minuten.
Die deutsche Erstausstrahlung (ohne Folge 1) im Free-TV erfolgte vom März bis zum August 2010 auf den Sendern ORF 2 und SF 1. Komplett wurde die Serie bei arte vom 6. September bis zum 17. September 2010 ausgestrahlt.
Weitere Ausstrahlungen waren in den Jahren 2010 bis 2012 in verschiedenen Sendern der ARD, Arte und SF 1 zu sehen.

## Folgen
| Folge | Titel                   | Erstausstrahlung D | Originaltitel         | Erstausstrahlung UK |
| ----- | ----------------------- | ------------------ | --------------------- | ------------------- |
| 1     | Überlebensstrategien    | 6. September 2010  | Challenges of Life    | 12. Oktober 2009    |
| 2     | Reptilien & Amphibien   | 7. September 2010  | Reptiles & Amphibians | 19. Oktober 2009    |
| 3     | Säugetiere              | 8. September 2010  | Mammals               | 26. Oktober 2009    |
| 4     | Fische                  | 9. September 2010  | Fish                  | 2. November 2009    |
| 5     | Vögel                   | 10. September 2010 | Birds                 | 9. November 2009    |
| 6     | Insekten                | 13. September 2010 | Insects               | 16. November 2009   |
| 7     | Jäger und Gejagte       | 14. September 2010 | Hunters And Hunted    | 23. November 2009   |
| 8     | Geschöpfe aus der Tiefe | 15. September 2010 | Creatures Of The Deep | 30. November 2009   |
| 9     | Pflanzen                | 16. September 2010 | Plants                | 7. Dezember 2009    |
| 10    | Primaten                | 17. September 2010 | Primates              | 14. Dezember 2009   |

## Kritik
rtv.de wertete: „Die Aufnahmen der BBC-Reihe sind zweifelsohne faszinierend. Leider trübt bisweilen der deutsche Kommentar das Vergnügen. Wo im Original der Naturfilmer Sir David Attenborough Hintergrundinfos liefert, wird auf Arte Bekanntes oder Offensichtliches kommentiert. Überflüssig, denn die tollen Bilder sprechen für sich.“